# Christa Jenal
Christa Jenal (* 1954) ist eine deutsche Lehrerin. Sie lehrte am Helmholtz-Gymnasium Zweibrücken die Fächer Englisch und Geschichte. Sie war Mitglied der Partei Die Grünen und Vorsitzende des Vereins für Friedenserziehung im Saarland e. V. Bekanntheit erlangte sie durch ihr Engagement gegen rechtsextreme und gewaltverherrlichende Tendenzen in der Pop- und Rockmusik.

## Wirken
Überregionale und internationale Aufmerksamkeit erlangte sie durch ihre Aktionen gegen Gewaltverherrlichung in der Musikszene. Zu den Bands, denen ihr diesbezügliches Interesse galt, gehörten unter anderem auch Die Fantastischen Vier. 1992 trat sie in der Talkshow Einspruch auf, zu der auch Störkraft und Rio Reiser geladen waren. Allerdings konzentrierten sich ihre Aktionen ab Anfang der 1990er Jahre auf Bands und Plattenlabel aus den Genres Death Metal und Black Metal, so Impaled Nazarene und Morbid Records.
Daneben tritt sie gegen Rechtsextremismus in der Musik ein. Sie erstattete 1997 gegen den Inhaber der rechtsextremen Vertriebsfirma Rock-O-Rama Anzeige wegen Volksverhetzung, nachdem sie von einem Schüler auf dessen Versandkatalog für rechtsgerichtete Bands hingewiesen wurde. 1998 zeigte sie den Betreiber einer Webseite an, auf der sich Selbstdarstellungen von NSBM-Bands wie Absurd befanden.
In Erscheinung trat sie auch in einem Verfahren vor dem Oberlandesgericht Frankfurt am Main (OLG) aus dem Jahr 1996. Sie hatte in einem 1994 gemeinsam mit der Scientology-Aussteigerin Jeannette Schweitzer verfassten Offenen Brief den Künstler Gottfried Helnwein als „Werbeträger einer kriminellen Vereinigung“ bezeichnet, „der in unzähligen Veröffentlichungen für Scientology wirbt“. Nachdem die erste Instanz diese Äußerungen noch untersagt hatte, bekam Jenal vor dem OLG Recht.
Sie engagierte sich als Sprecherin der Bürgerinitiative gegen das Museumsmonster gegen den Neubau der zum Saarlandmuseum gehörenden Galerie der Gegenwart in Saarbrücken.

### Kontroverse mit demRock Hard
Im Jahr 1993 nach dem Mord an einem jugendlichen Heavy-Metal-Fan in Hoyerswerda und dem Mordfall von Sondershausen bezeichnete Jenal in einem Artikel der taz das Rock Hard als Sprachrohr einer „destruktiven, faschistisch-rassistischen Jugendbewegung“. Bands wie die politisch links orientierten Napalm Death wurden ebenso als faschistoid bezeichnet wie die als unpolitisch geltenden Obituary. Nach einem Gespräch mit dem Magazin wurden die Motive Jenals als durchaus ehrenhaft bezeichnet, doch erst ein offener Brief der Redaktion beendete die Kontroverse.

### Jenal vs. Cannibal Corpse
1994 wurde Jenal auf die US-amerikanische Death-Metal-Band Cannibal Corpse und deren Veröffentlichungen Butchered at Birth und The Bleeding aufmerksam. Auf ihre Initiative hin wurde Butchered at Birth von der BPjM auf den Index gesetzt. Das Plattenlabel der Band reagierte 1995, indem die Plattencover sämtlicher Veröffentlichungen von Cannibal Corpse durch weniger anstößige Motive ersetzt und keinerlei Texte mehr abgedruckt wurden. Auf einem Konzert der Band stellte Jenal allerdings fest, dass die indizierten Titel immer noch live gespielt werden, und erwirkte Verbote, einzelne Lieder zu spielen. Nachdem Bassist Alex Webster in einem Interview zugab, diese Verbote zu umgehen, indem die Lieder zwar gespielt, aber nicht mehr angesagt werden, stellte Jenal Strafanzeige gegen ihn. Für verschiedene Orte der 1995er Europa-Tournee wurden Auftrittsverbote erwirkt und für die Auftritte in Essen und München die Auflage erteilt, dass nur mindestens 18-jährige Personen die Auftritte besuchen dürfen:

„Langfristig ist es jedoch so, dass Cannibal Corpse mit dem Scheiß, den sie über die Jahre fabriziert haben, keine Tournee mehr auf die Beine kriegen. Das werde ich mit Sicherheit verhindern.“

Im Ergebnis wurde das 1995er Album Vile von der Plattenfirma in zwei Versionen herausgebracht, nur für den deutschen Markt wurde das Cover entschärft. Wegen ihres Agierens gegen die Band Cannibal Corpse wurde Jenal persönlich bedroht. Nachdem sie 1994 öffentlich das Verbot eines Konzertes der Band in Völklingen gefordert hatte, sah sie sich wochenlangen Drohanrufen bis hin zu telefonischen Morddrohungen ausgesetzt. Faktisch erreichte Jenal das Gegenteil ihres vorgegebenen Ziels. Durch ihren langjährigen Konflikt mit der Band, den sie auch in Fernsehauftritten anführte, machte sie diese einem breiteren Publikum bekannt.
2019 mobilisierte Jenal erneut gegen die Band und schrieb einen Offenen Brief an die Bürgermeister verschiedener Städte, in denen Cannibal Corpse auftreten, unter anderem an Bremens Bürgermeister Carsten Sieling.

### Jenal vs. Moonspell
Im Vorfeld der Veröffentlichung des Albums Sin/Pecado der portugiesischen Metal-Band Moonspell ging Jenal 1998 gegen das bereits 1996 veröffentlichte Lied Opium vor, da dieses den Drogenkonsum verherrliche und befürworte und zum „ungehemmten Gebrauch von Drogen“ aufrufe. In der Folge wurden die Büros der Plattenfirma Century Media durchsucht und Moonspell-Sänger Fernando Ribeiro wandte sich in einem offenen Brief an Jenal, in dem er darauf hinweist, dass das Lied dem portugiesischen Dichter Fernando Pessoa gewidmet sei und dass Opium weder einen schockierenden Text enthalte, noch das Musikvideo dazu schockierende Inhalte habe.

### Impaled Nazarene
2006 stellte Christa Jenal einen Antrag auf Indizierung der Impaled-Nazarene-Alben Latex Cult und Nihil bei der Bundesprüfstelle für jugendgefährdende Medien. Es wurde jedoch lediglich Nihil am 31. Januar 2007 in die Liste der indizierten Trägermedien aufgenommen.

## Kritik
Die Aktionen Jenals sind umstritten und stoßen sowohl bei Musikfans als auch bei Musikjournalisten und Plattenfirmen auf Ablehnung. 2001 stellte sie sich im Rahmen der popkomm einer Podiumsdiskussion mit Musikern von Pungent Stench und Knorkator unter dem Thema Böse Texte, böse Lieder: Wo ist die moralische Grenze?. Die taz bezeichnete sie danach indirekt als „christlich angehauchte Moralschützer[in]“, Alex Wank von Pungent Stench bezeichnete Jenal als „eine Person, die die Selbstdarstellung liebt“ und warf ihr vor, im Mittelpunkt stehen zu wollen.